# Liste der Biografien/Roto
Liste der Biografien |
Portal Biografien |
Personensuche
# |
A |
B |
C |
D |
E |
F |
G |
H |
I |
J |
K |
L |
M |
N |
O |
P |
Q |
R |
S |
T |
U |
V |
W |
X |
Y |
Z |
?
 
Ra |
Rb |
Rd |
Re |
Rh |
Ri |
Rj |
Rk |
Rl |
Rm |
Rn |
Ro |
Rr |
Rs |
Rt |
Ru |
Rv |
Rw |
Rx |
Ry |
Rz
 
Roa |
Rob |
Roc |
Rod |
Roe |
Rof |
Rog |
Roh |
Roi |
Roj |
Rok |
Rol |
Rom |
Ron |
Roo |
Rop |
Roq |
Ror |
Ros |
Rot |
Rou |
Rov |
Row |
Rox |
Roy |
Roz 
 
Rota |
Rotb |
Rotc |
Rote |
Rotf |
Rotg |
Roth |
Roti |
Rotk |
Rotl |
Rotm |
Roto |
Rotp |
Rotr |
Rots |
Rott |
Rotu |
Rotw |
Roty |
Rotz 
Die Liste der Biografien führt alle Personen auf, die in der deutschsprachigen Wikipedia einen Artikel haben. Dieses ist eine Teilliste mit 12 Einträgen von Personen, deren Namen mit den Buchstaben „Roto“ beginnt.

## Roto

### Rotol
- Rotoli, Ippolito (1914–1977), italienischer Geistlicher, römisch-katholischer Erzbischof und Diplomat des Heiligen Stuhls
- Rotolo, Salvatore (1881–1969), italienischer Ordensgeistlicher und römisch-katholischer Bischof
- Rotolo, Suze (1943–2011), amerikanische Künstlerin, politische Aktivistin und AutorinSuze Rotolo (1943–2011)

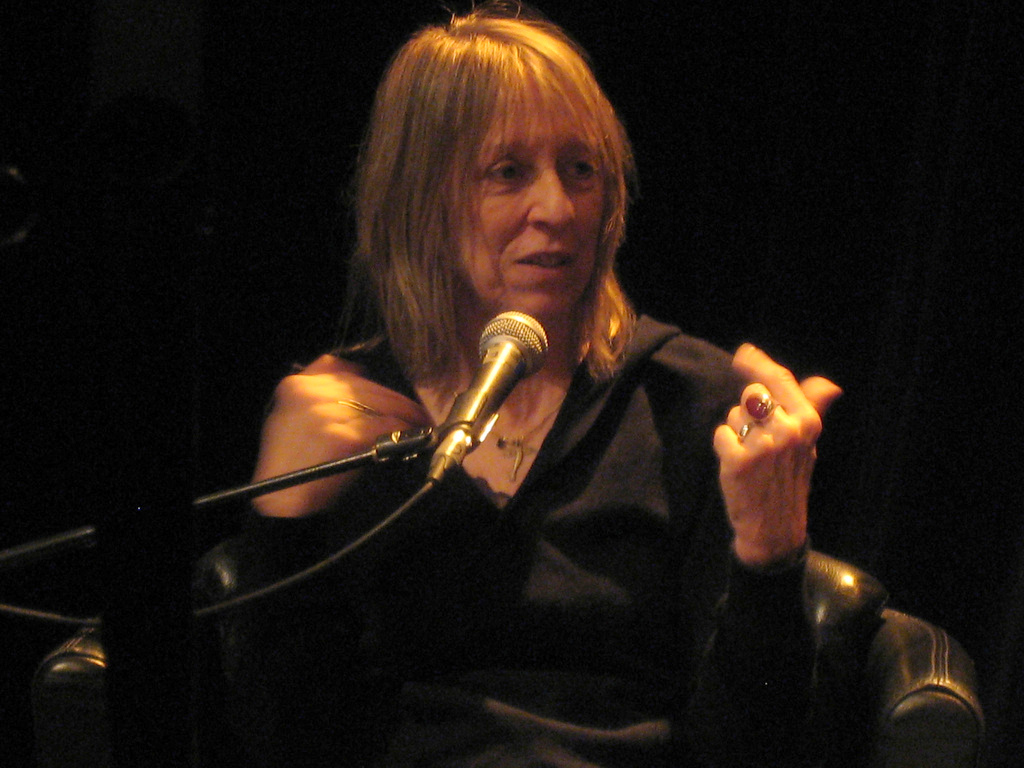
Suze Rotolo (1943–2011)

- Rotolo, Swamy (* 2004), italienische Schauspielerin
- Rotolo, Vincenzo (* 1931), italienischer Neogräzist

### Roton
- Rotondi, Jim (1962–2024), US-amerikanischer Jazz-Trompeter
- Rotondi, Pasquale (1909–1991), italienischer Kunsthistoriker und Restaurator
- Rotondi, Virginio (1912–1990), italienischer Jesuitenpater
- Rotondo, Nunzio (1924–2009), italienischer Jazzmusiker (Trompete, Komposition)

### Rotor
- Rotor, Arturo (1907–1988), philippinischer Mediziner und Autor
- Rotor, Emma Unson (1913–1998), philippinische Mathematikerin und Physikerin
- Rotor, Gavino (1917–2005), Orchideenforscher